# 山口県道253号小月停車場線
山口県道253号小月停車場線（やまぐちけんどう253ごう おづきていしゃじょうせん）は、山口県下関市を通る一般県道である。

## 概要
JR西日本山陽本線 小月駅から国道491号（国道2号旧道）に至る。

### 路線データ
- 起点：下関市小月駅前1丁目（JR西日本山陽本線 小月駅前）
- 終点：下関市小月駅前1丁目（国道491号交点）

## 地理

### 通過する自治体
- 下関市

### 交差する道路
| 交差する道路 | 交差する場所  | 交差する場所 |
| ------------ | ------------- | ------------ |
| 国道491号    | 小月駅前1丁目 | 終点         |

### 沿線
- JR西日本山陽本線 小月駅